# Parti pour le Sandžak
Le Parti pour le Sandžak (en serbe cyrillique : Странка за Санџак ; en serbe latin : Stranka za Sandžak ; en abrégé : SZS) est un parti politique serbe fondé en 2001. Il a son siège à Novi Pazar et est présidé par Fevzija Murić.
Il s'est donné comme mission la défense de la minorité bosniaque du Sandžak.

## Activités électorales
Aux élections législatives du 28 décembre 2003, le Parti pour le Sandžak (SZS) fait partie de la coalition « Ensemble pour la tolérance », un vaste rassemblement de 15 partis ou organisations emmené par Nenad Čanak de la Ligue des sociaux-démocrates de Voïvodine (LSV), József Kasza de l'Alliance des Magyars de Voïvodine (SVM) et Rasim Ljajić du Parti démocratique du Sandžak (SDP). L'alliance obtient 161 765 voix, soit 4,22 % des suffrages, ce qui ne lui permet pas d'obtenir de siège à l'Assemblée nationale de la République de Serbie.
Sur le plan local, le parti est représenté dans la région du Sandžak. À la suite des élections locales de 2012, il participe à la coalition de gouvernement dans la ville de Novi Pazar ; son président, Fevzija Murić, est maire adjoint de la ville